# Docela velké divadlo
Docela velké divadlo (DVD) je profesionální divadlo se sídlem v Litvínově. Hraje pro dospělé diváky, ale věnuje se také autorské tvorbě pro děti a mládež. Vzniklo v roce 1996 po odchodu části herců z Městského divadla v Mostě a je členem mezinárodního sdružení umělců „TOLERANCE 97“, které se věnuje spolupráci s handicapovanými lidmi po celém světě. DVD vlastní divadelní budovu v Litvínově (litvínovskou „Turnhalle“ z roku 1911, pozdější „Rudý dům, resp. „Benar“) s hledištěm pro čtyři sta lidí. Od roku 2002 funguje při DVD soukromá divadelní škola Scéna, která formou tříletého studia připravuje odborníky jednotlivých divadelních uměleckých a umělecko-technických profesí. V roce 2014 DVD otevřelo Divadlo pod koulí, svou pobočku v Mostě v Kulturním domě Repre s kapacitou 120 míst.

## Vystoupení
DVD pravidelně hostuje téměř ve všech českých a moravských kamenných divadlech. V Praze má stálou scénu v Divadle U Hasičů na Vinohradech a pro děti hraje také v Divadle Palace na Václavském náměstí. V Brně hostuje v Divadle Bolka Polívky. Mimoto pořádá cesty do zahraničí. Hrálo v USA (1997, 1998 a 1999), v Austrálii (2002), v Kanadě (2007), v Mexiku (2009), ve Francii (2004, 2005), v Itálii (1996, 1997, 2000), v Německu (1997), v Chorvatsku (2000, 2001), v Bulharsku (2000), v Rakousku (2005, 2006) a na Slovensku (2007).

## Umělecký soubor
Divadlo má stálý desetičlenný soubor a spolupracuje s řadou dalších umělců. Ředitelem a uměleckým šéfem divadla je režisér Jurij Galin.

### Režiséři
- Jurij Galin a Roman Štolpa

### Dramaturgie a produkce
- Jana Galinová

### Scénografové a výtvarníci
- Milena Dubšíková Říhová, Tomáš Kypta, Hynek Dřízhal, Jan Ignác Říha, Sylva Prchlíková a Macarena Barra
- v minulosti Dagmar Březinová a Kateřina Ebelová

### Hudební skladatelé
- Jan Turek, Petr Baraňák, Larisa Chytriak, Jevgenij Pschemecki a Petr Malásek

### Choreografové
- Dana Morávková, Lucie Drengubáková a Lenka Lavičková

### Herci
- Jana Galinová, Lenka Lavičková, Martina Pawerová, Hana Sršňová, Zuzana Dřízhalová, Jan Révai, Lukáš Masár, Robert Stodůlka, Roman Štolpa, Petr Erlitz, Petr Kozák, Jan Bouše, Jindřich Lenc a Zuzana Bartošová
- v minulosti Dušan Matouš (1963–2023)[3]

### Stálí hosté
- Lukáš Vaculík, David Suchařípa, Dana Morávková, Pavel Nový, Roman Štolpa, Hana Seidlová, Andrea Traganová, Lucie Lavičková, Monika a Zdeněk Říhovi aj.
- v minulosti Jan Kačer (1936–2024)

## Repertoár
- 1995 – 2015 Sousedka, autor Pierre Chesnot, hlavní role Hana Seidlová a Lukáš Vaculík, premiéra 5. května 1995 v Divadle rozmanitostí v Mostě a derniéra 18. června 2015 v DVD, které hrou zakončilo svou devatenáctou sezonu[4]